# Agamura persica
Genre
Espèce
Synonymes
- Gymnodactylus persicus Duméril, 1856
- Agamura cruralis Blanford, 1874

Statut de conservation UICN

 LC  : Préoccupation mineure
Agamura persica, unique représentant du genre Agamura, est une espèce de geckos de la famille des Gekkonidae.

## Répartition
Cette espèce se rencontre en Iran, au Pakistan et en Afghanistan.

## Habitat

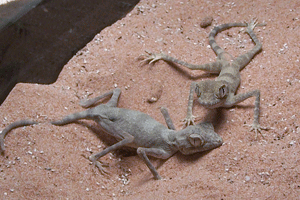
Agamura persica

Ils vivent dans les régions arides sur les sols sablonneux et se cachent durant le jour sous des rochers.
Ces geckos vivent dans des zones très chaudes, où la température peut dépasser les 35 °C, voire les 40 °C. Ils restent par contre cachés la journée dans des endroits plus frais, en dessous de 30 °C. La température chute la nuit pour descendre aux alentours de 20 à 25 °C.
L'hiver est relativement court, et les températures chutent en dessous de 30 °C la journée, et en dessous de 20 °C la nuit.
L'hygrométrie est faible, ne dépassant pas les 40 %, mais peut être localement plus élevée, en particulier à l'abri des roches.

## Description

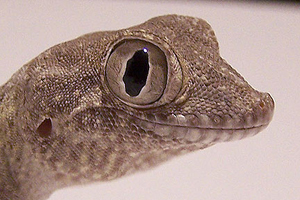
Agamura persica

C'est un gecko nocturne très fin d'aspect. Les pattes sont longues et minces, avec des doigts minces et très écartés. La queue est très fine, et les yeux sont assez proéminents. Les couleurs sont dans les tons de gris parfois rosé, avec des bandes transversales plus ou moins claires.
Comme la plupart des geckos, cette espèce a besoin de calcium, et tout particulièrement les femelles en période de gestation et les petits en phase de croissance. Il arrive que ces animaux consomment du sable calcaire pour se procurer ce que leur alimentation ne leur fourni pas.

## Alimentation
Ces geckos sont insectivores. Étant bien adapté aux milieux arides, cette espèce ne boit quasiment pas et trouve l'eau dans les insectes qu'elle consomme. Elle peut parfois boire les gouttelettes d'eau qui se déposent sur la végétation.

## Reproduction

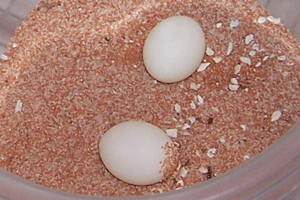
œufs

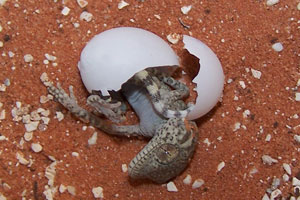
Petit sortant de l'œuf

Ces reptiles sont en âge de se reproduire vers un an, parfois un an et demi. À maturité, ces geckos présentent des sortes de « poches » à la jonction du corps et des pattes arrière, contenant des réserves de graisse. Les poches de graisse sont nettement plus développées chez les mâles.
La reproduction se produit au retour de la saison chaude. Après accouplement la femelle est prête à pondre au bout d'environ un mois.
Les femelles pondent quatre, cinq, parfois six fois durant la saison, pontes espacées de deux à trois semaines. Elles peuvent conserver du sperme du mâle un certain temps, ce qui fait que des œufs peuvent être pondus même en l'absence de reproduction récente.
Les œufs incubent dans les conditions climatiques de la saison chaude, sachant qu'ils sont à l'abri, et bénéficient donc de température modérées et d'une hygrométrie plus élevée (relativement au climat local). Selon la température l'incubation peut durer de deux à trois mois. Il est à noter que plus l'incubation est longue et plus les petits naissent gros et vigoureux.
Les petits sont une réplique miniature des adultes, mais avec des couleurs plus marquées, tirant sur le marron.

Ils se nourrissent de très petits insectes.

## Taxinomie
Des espèces qui ont fait partie de ce genre sont désormais classées dans Rhinogecko et Cyrtopodion.

## En captivité
On rencontre cette espèce en terrariophilie.

## Publications originales
- Blanford, 1874 : Descriptions of new lizards from Persia and Baluchistàn. Annals and Magazine of Natural History, ser. 4, vol. 13, p. 453-455 (texte intégral).
- Duméril, 1856 : Description des reptiles nouveaux ou imparfaitement connus de la collection du Muséum d'Histoire Naturelle, et remarques sur la classification et les caractères des reptiles. Archives du Muséum d'Histoire Naturelle, Paris, vol. 8, p. 438-588 (texte intégral).